# Трубино (платформа)
Трубино́  — остановочный пункт на перегоне Дорошиха — Лихославль участка Тверь — Бологое главного хода Октябрьской железной дороги. Расположен в деревне Трубино Калининского района Тверской области.
Остановочный пункт открыт в 1932 году. Пассажирское движение — 12 пар пригородных электропоездов в сутки. Время следования от станции Тверь — 31 минута. Поезда дальнего следования, на остановочном пункте не останавливаются.
На остановочном пункте — две боковые низкие платформы. Турникетами не оборудован.